# Rijekaskyskrapan
Rijekaskyskrapan (kroatiska: Riječki neboder) är ett kulturminnesskyddat höghus i Rijeka i Kroatien. Det är beläget vid den västra sidan av Adriatiska torget (Jadranski trg) i början av gågatan Korzo i den centrala delen av staden. Byggnaden uppfördes åren 1939–1942 enligt ritningar av den italienske arkitekten Umberto Nordio och kallades inledningsvis Arboripalatset (Palača Arbori). Höghuset är ett landmärke och en av de viktigaste byggnaderna i staden från perioden för den italienska modernismen.

## Historik
Rijekaskyskrapan uppfördes på uppdrag av den lokale emigranten Enrico de Arbori som återvänt till sin hemstad efter en tid i USA. Inspirerad av amerikansk standard lät han uppföra en byggnad som skulle tjäna som bostadshus och affärsbyggnad. de Arbori hade blivit rik under förbudstiden i USA och hoppades att uppförandet av Rijekas första skyskrapa skulle ge honom god avkastning. Enligt lokal sägen kom pengarna som investerades i bygget från de Arboris far som hade tjänat som revisor åt Al Capone. Någon avkastning för investeringen blev det inte då de Arbori efter andra världskriget tvingades lämna sin hemstad för att rädda sitt liv.

## Arkitektur
de Arbori anlitade arkitekten Umberto Nordio från Trieste för att rita byggnaden. Han var sedan tidigare en av arkitekterna bakom Triestes universitet. Nordio lät utforma en modern byggnad som följde linjerna för det samtida modet inom arkitekturen. 
Rijekaskyskrapan är 53 meter hög och har fjorton våningar. De sex första våningarna tjänar som kontor och affärslokaler. Övriga åtta våningar är bostadsvåningar. Bottenvåningens fasad är i sten medan den övriga byggnaden har en fasad av gul pastellfärgad tegel. Huvudentrén ligger på den södra sidan av byggnaden och där finns fresker som är ett verk av Carlo Sbissa.